# 佐々木る玖
佐々木 る玖（ささき るく、2002年9月15日 - ）は、日本のプロボクサー。兵庫県姫路市出身。KWORLD3ボクシングジム所属。初代日本スーパーウェルター級ユース王者。ニックネームは浪速のアディオス。

## 人物
- YouTubeの亀田史郎チャンネル[2]の3150ファイトクラブ1期生[3]で亀田史郎から『アディオス』としてニックネームを名付けられた

## 来歴
兵庫県姫路市にて4人兄弟の次男として生まれ、母に女手一つで育てられた。
3歳から中学3年生までSUNこうでら所属で水泳をやっていた。数々の大会で成績を残している。
兵庫県立飾磨工業高等学校多部生に進学。そこで水泳はやらずに、ボクシング部に入門。
アマチュア戦績は3戦2勝1敗で高校3年の時には新型コロナウイルス感染症で1度も試合は出れなかった。
2020年8月にYouTube企画、亀田史郎チャンネルにて、亀田史郎の3150ファイトクラブのオーディション番組に応募し、1期生となり、プロボクサーを目指す。
2021年5月22日のプロデビュー戦は引き分け。
そして2024年2月4日、KBS京都ホールに開催された「To the FUTURE vol.30」のメインイベントで日本スーパーウェルター級9位の仲野玲と日本スーパーウェルター級ユース王座決定戦を行い、8回2-0（76-76、77-75、78-74）の判定勝ちを収め日本ユース王座獲得に成功。

## 戦績
- アマチュアボクシング - 3戦2勝1敗
- プロボクシング - 11戦8勝（3KO）1敗2分

## 獲得タイトル
- 初代日本スーパーウェルター級ユース王座（防衛0）